# NGC 6056
NGC 6056 је спирална галаксија у сазвежђу Херкул која се налази на NGC листи објеката дубоког неба.
Деклинација објекта је + 17° 57' 46" а ректасцензија 16h 5m 31,1s. Привидна величина (магнитуда) објекта NGC 6056 износи 14,1 а фотографска магнитуда 15,0. NGC 6056 је још познат и под ознакама IC 1176, MCG 3-41-100, CGCG 108-122, DRCG 34-101, PGC 57075.